# Labedera alma
Labedera alma är en fjärilsart som beskrevs av Gustav Weymer 1895. Labedera alma ingår i släktet Labedera och familjen ädelspinnare. Inga underarter finns listade i Catalogue of Life.